# Henri Hendrickx
Pour les articles homonymes, voir Hendrickx.
Henri François Joseph Hendrickx (1817-1894) est un artiste peintre, graveur et illustrateur belge. 

## Biographie
Né au royaume uni des Pays-Bas, Henri est le fils du peintre Jean Baptiste Henderickx, à ne pas confondre avec l'homme politique belge du même nom, qui signait « Hendrickx ». Le jeune-homme devient l'élève de Gustave Wappers, professeur à l'Académie royale des beaux-arts d'Anvers.
En 1840, il participe à l'illustration de l'Histoire de la Belgique de Théodore Juste, qui paraît en livraisons à partir de 1840,. Il est récompensé d'une médaille de vermeil au Salon de Bruxelles de 1848 pour Les Macédoniens anéantis par Belgius.
Il peint de nombreuses natures mortes et des peintures d'histoire. Dessinateur et graveur, il exécute des planches pour le compte de l'État belge, entre autres des billets de banque et des séries de timbres postaux, aux côtés de Louis-Eugène Mouchon. La Grèce lui commande aussi des séries de timbres.
En 1856, il supervise avec François Stroobant la production des illustrations lithographiées pour une publication destinée à commémorer les fêtes des 25 ans de règne de Léopold Ier de Belgique, ouvrage financé par Alexandre Jamar et qui nécessite l'utilisation de la photographie,.
En 1864, avec l'aide du banquier Jonathan-Raphaël Bischoffsheim, il fonde l’académie de Saint-Josse-ten-Noode et en devient le directeur ; il y développe une nouvelle méthode d'apprentissage du dessin. Pour la ville de Bruxelles, il exécute des motifs allégoriques.

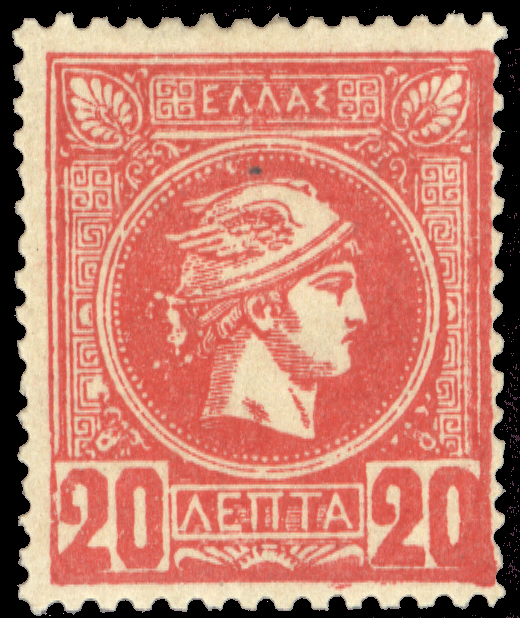
Timbre pour la Grèce, type Hermès 20 leptón rouge (1886).

Certains de ses dessins ont été gravés par Stéphane Pannemaker. 
Il a pour élèves entre autres Gustave Fraipont, Ketty Gilsoul-Hoppe et Juliette Wytsman.
Il est le père de l'architecte Ernest Hendrickx.